# Der Mann im Strom
Pour plus de détails, voir Fiche technique et Distribution.
Der Mann im Strom (en français, L'Homme dans le courant) est un film allemand réalisé par Eugen York sorti en 1958. Il s'agit de l'adaptation du roman du même nom de Siegfried Lenz paru l'année précédente.

## Synopsis
Paul Hinrichs a déjà passé son 60e anniversaire et passe pour un vieux débris. Sans poste, le plongeur expérimenté de Hambourg veut montrer à tout le monde ce qu'il peut faire. Il a également deux enfants : Lena, qui vient juste de devenir une adulte, et Timm, un adolescent, dont il doit s'occuper. Le vieil homme, qui a eu une longue vie de dur labeur physique, se rajeunit de dix ans lorsqu'il cherche un emploi. Pour ce faire, il falsifie sa date de naissance dans ses papiers d'identité. Hinrichs espère être employé comme plongeur par la société de sauvetage de Hambourg d'Egon Iversen. En fait, Paul a encore une chance de montrer ce qu'il peut faire. Mais le premier emploi de Paul Hinrichs va le pousser à ses limites.
Chaque plongée devient de plus en plus difficile à cause de la vieillesse. Manfred Thelen, un jeune collègue que Hinrichs n’aime pas, plutôt faible et qui risque de sombrer dans la criminalité, voudrait épouser la fille de Paul, Lena.
Au cours d’une mission consistant à gérer la récupération d'un navire gisant au sol, Hinrichs est submergé et un incident dramatique et mortel se produit. Manfred se révèle être la bouée de sauvetage de Hinrichs dans cette situation d'urgence. Tous deux font des efforts surhumains dans ce travail, et Manfred gagne le respect de  Paul. Au vu de cette réalisation, le patron de Paul, Iversen, pardonne à celui-ci sa falsification et nomme le vieil homme inspecteur de sauvetage.

## Fiche technique
- Titre : Der Mann im Strom
- Réalisation : Eugen York
- Scénario : Jochen Huth
- Musique : Hans-Martin Majewski
- Direction artistique : Albrecht Hennings, Herbert Kirchhoff
- Costumes : Irms Pauli
- Photographie : Ekkehard Kyrath
- Son : Clemens Tütsch
- Montage : Ira Oberberg
- Production : Artur Brauner
- Sociétés de production : CCC-Film
- Sociétés de distribution : Europa-Filmverleih
- Pays d'origine :  Allemagne de l'Ouest
- Langue : allemand
- Format : Noir et blanc - 1,66:1 - Mono - 35 mm
- Genre : Drame
- Durée : 95 minutes
- Dates de sortie :
  -  Allemagne de l'Ouest : 15 août 1958.

## Distribution
- Hans Albers : Paul Hinrichs
- Gina Albert : Lena Hinrichs
- Helmut Schmid : Manfred Thelen
- Hans Nielsen : Egon Iversen
- Roland Kaiser : Timm Hinrichs
- Jochen Brockmann : Kuddel
- Carsta Löck : la secrétaire
- Josef Dahmen : L'inspecteur de sauvetage Garms
- Wolfgang Völz : Mike
- Ludwig Linkmann : M. Buchmann
- Joseph Offenbach : Le coiffeur
- Joachim Rathmann : Albert

## Source de la traduction
- (de) Cet article est partiellement ou en totalité issu de l’article de Wikipédia en allemand intitulé « Der Mann im Strom (1958) » (voir la liste des auteurs).